# Социально-психологический тренинг
Социально-психологический тренинг (СПТ) — активный групповой метод, направленный на усовершенствование и развитие установок, навыков и знаний межличностного общения. Социально-психологический тренинг — средство развития компетентности в общении.
Метод «социально-психологического тренинга» был разработан в Лейпцигском университете в Германии под руководством М. Форверга. В России практику социально-психологического тренинга начала вести Петровская Л. А., которая в 1982 году ввела это понятие. В 1989 году ею был разработан перцептивно-ориентированный социально-психологический тренинг.
Задачи СПТ:
- развитие специальных умений.
- приобретение диагностических знаний и умений.
- самодиагностика участниками этого тренинга особенностей восприятия себя, партнера по общению и всей ситуации общения.
- личностное развитие.

А также задачи развития перцептивных, коммуникативных и интерактивных аспектов коммуникативной компетентности.
Таким образом, социально-психологический тренинг можно определить, как область практической психологии, которая ориентирована на использование активных методов групповой работы с целью развития компетентности в общении и личностного развития.

## Типы и виды социально-психологических тренингов

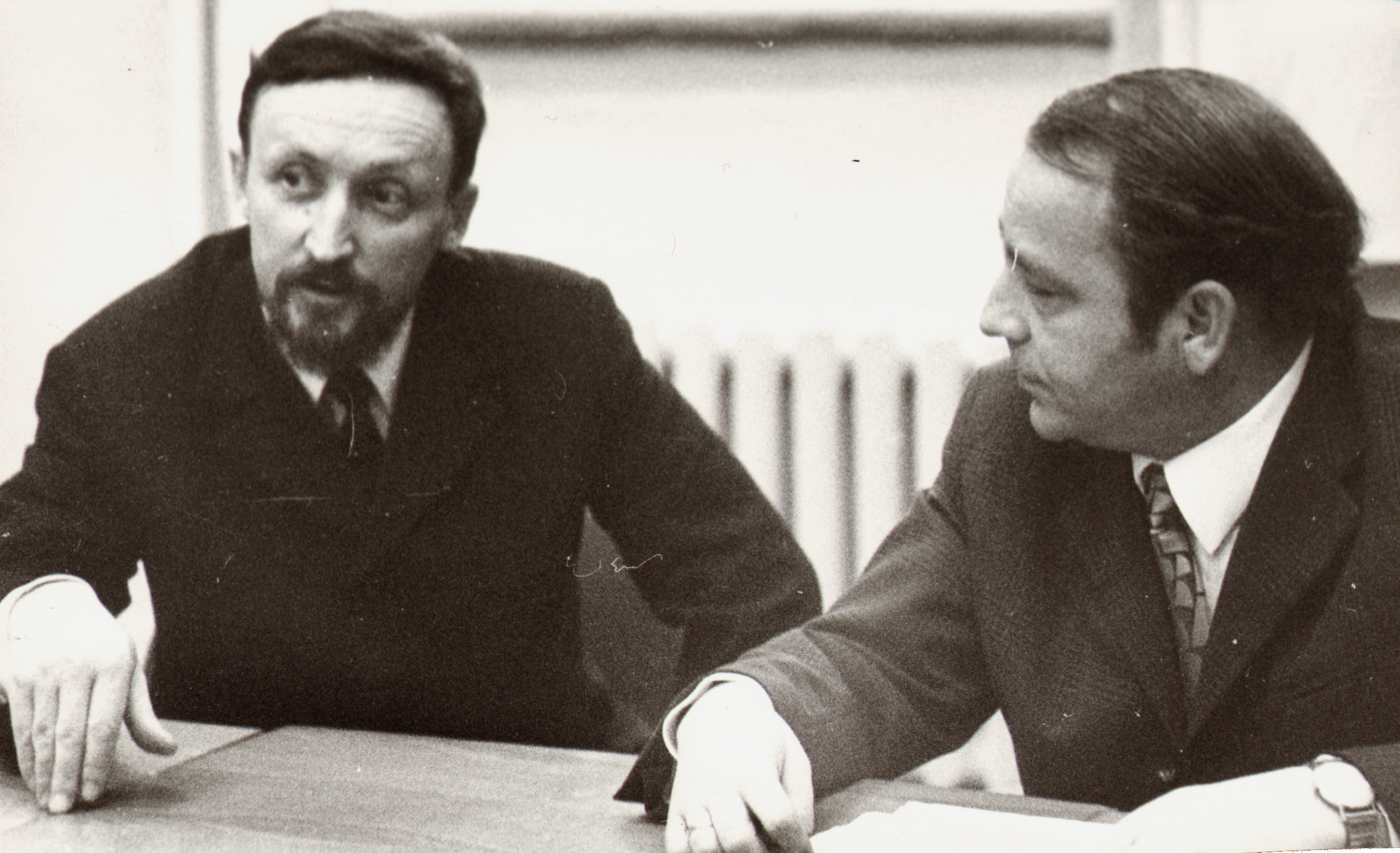
Борис Парыгин и Манфред Форверг. Диалог о тренинге на факультете социальной психологии ЛГПИ. Ленинград. 1973.

В зависимости от цели тренинга выделяют:

### Инструментально-ориентированные тренинги
К ним относят социально-психологический тренинг поведения, который основывается на бихевиреальной традиции и рассматривает человека как предмет манипулирования. Цель этого подхода- овладение эффективными моделями поведения. Главное- это изменение поведения человека, а результат этого изменения- усвоенные навыки и опыт.
К таким тренингам относят:
- тренинг стратегии решения конфликта
- тренинг для управляющих
- тренинг делового общения
- тренинг социальных навыков и др.

### Личностно-ориентированные тренинги
К ним относят группы личностного роста, где главные цели- это самораскрытие и получение знаний о собственной личности. В данном походе подчеркивается равенство психологических позиции тренера с участниками тренинга.
Примерами тренингов в рамках данного подхода являются:
- группы встреч
- экзистенциальные группы
- психодинамические группы и др.

## Методы социально-психологического тренинга
Для всего многообразия методов СПТ выделяются общие черты:
- Ориентация на широкое использование полученных навыков в ходе группового взаимодействия.
- Принцип активности членов социально-психологического тренинга через включение в тренинг элементов исследования. Обучающиеся сами активно участвуют в выработке и получении знаний.
- Методы социально-психологического тренинга предполагают вариант обучения на моделях

В качестве методов СПТ используются:
- Групповые дискуссии
- Ролевые игры

### Стратегии ведения групповой работы
- свободное ведение группы. Вмешательство тренера при этой стратегии минимально и сводится к активному слушанию участников тренинга и малочисленным комментариям.
- программированное ведение группы. Тренер ведет групповую работу, ориентируясь на определённый план цикла занятия с темами и соответствующими упражнениями.
- компромиссная форма ведения группы. Сочетание тренером программированности с отступлениями в сторону свободного стиля ведения группы. Данная стратегия является основной при проведении СПТ.

## Принципы общения в СПТ
- Общение по принципу «здесь и сейчас». Обсуждение группой единичного случая пребывания в группе или психологической реальности конкретного человека в настоящее время. Уход от общих абстрактных рассуждений в сторону конкретных фактов.
- Принцип персонификации высказываний. Отказ участников тренинга от безличных форм высказываний, замена безличных суждений выражениями «я считаю», «я думаю» и т. п. Этим достигается конкретизация дискуссии, которая позволяет проводить аналитическую работу в группе.
- Принцип акцентирования языка чувств. Данный принцип подчеркивает важность эмоциональной составляющей общения. В процессе тренинга необходимо акцентировать внимание участников на их эмоциональных состояниях и на том, как они это выражают с помощью языковых средств.
- Принцип активности. Активное взаимодействие внутри тренинговой группы и включённость каждого члена группы в анализ группового процесса и другого участника.
- Принцип доверительного общения. Доверительная атмосфера в группе и открытость являются залогом искренней обратной связи и богатого материала для неё.
- Принцип конфиденциальности. Тренер устанавливает правило не выносить содержание общения за пределы тренинговой группы. Это будет способствовать созданию доверительных отношений в группе, предотвращать потенциальный ущерб участникам, позволит группе свободно развивать дискуссию.

## Контингент участников
Контингент участников включает в себя две основных группы людей:
- Представители коммуникативных профессий — руководители и менеджеры разных уровней, преподаватели, психологи, врачи и социальные работники, спортивные тренеры и другие.
- Люди, имеющие трудности в общении в различных сферах жизни.